# Deadbeat
Deadbeat es una serie cómica sobrenatural estadounidense creada por Cody Heller y Brett Konner sobre el médium Kevin Pacalioglu, interpretado por Tyler Labine, que fue estrenada en Hulu el 9 de abril de 2014. Se emitieron tres temporadas antes de que Hulu cancelase la serie el 5 de junio de 2016.

## Argumento
Kevin "Pac" Pacalioglu (Tyler Labine) es un vago redomado y médium de alquiler, que intenta arreglar los asuntos inconclusos de varios fantasmas, de modo que  puedan llegar a sus destino final de descanso. Durante las temporadas 1 y 2, con la ayuda de su mejor amigo y traficante de drogas, Roofie (Brandon T. Jackson), Kevin interferirá en los planes de Camomila Blanca (Cat Deeley) para conseguir que deje de dañar a la gente al hacerse pasar por médium. Durante sus problemas con Camomila, Kevin trata de quedar con su tranquila y reluciente ayudante personal, Sue Tabernacle (Lucy DeVito), que muere en un accidente y acaba como un fantasma que no puede salir del apartamento de Kevin.  En la temporada 1, Pac compite contra Camomila por un trabajo, mientras que en la temporada 2, Camomila se convierte en presentadora de televisión mientras que por detrás invita a Kevin a ser su "guardaespaldas" y aprovecha su verdadero don para su beneficio propio. Después de los acontecimientos de la temporada 2, Kevin se muda a un apartamento con Clyde (Kal Penn) y trabaja con un médium conocido como "Danny Poker" (Kurt Braunohler) que se sirve de su talento para ganar en los torneos de póquer.

## Reparto
- Tyler Labine como Kevin "Pac" Pacalioglu, un drogadicto ocasional y médium que utiliza su capacidad para comunicarse con fantasmas como medio de vida.
- Brandon T. Jackson como Rufus "Roofie" Jones, único amigo de Kevin y proveedor de drogas (temporadas 1-2).
- Lucy DeVito como Sue Tabernacle, la tímida ayudante de Camomila (temporadas 1-2).
- Cat Deeley como Camomila Blanca, una médium famosa y rival ocasional de Kevin, que carece de la capacidad real para comunicarse con fantasmas (temporadas 1-2).
- Kal Penn como Clyde, compañero de piso de Kevin (temporada 3).
- Kurt Braunohler como Danny Poker, otro médium que utiliza sus habilidades para su propio beneficio (temporada 3).

## Visión general
| Temporada | Temporada | Episodios | Fecha de emisión    |
| --------- | --------- | --------- | ------------------- |
|           | 1         | 10        | 09 de abril de 2014 |
|           | 2         | 13        | 20 de abril de 2015 |
|           | 3         | 13        | 20 de abril de 2016 |

## Recepción
En Rotten Tomatoes la serie tiene un índice de 92% basado en 17 críticas.

## Emisiones internacionales
En Australia, la serie se estrenó el 15 de abril de 2015 en The Comedy Channel. En India la serié fue estrenada el 8 de julio de 2015 en Comedy Central (India). En España fue emitida por Comedy Central (España).

## Mercado doméstico
En 2014, la temporada 1 fue puesta a la venta en DVD exclusivamente a través de Target.